# Касесе
Касесе (англ. Kasese) — город в Уганде, расположен в Западной области и является административным центром одноимённого округа.

## Географическое положение
Высота центра НП составляет 1734 метра над уровнем моря.

## Климат
| Показатель              | Янв. | Фев. | Март | Апр.  | Май   | Июнь | Июль | Авг. | Сен. | Окт.  | Нояб. | Дек. | Год   |
| ----------------------- | ---- | ---- | ---- | ----- | ----- | ---- | ---- | ---- | ---- | ----- | ----- | ---- | ----- |
| Средний максимум, °C    | 30,7 | 31,6 | 31,2 | 30,3  | 30,1  | 30,2 | 30,1 | 30,2 | 30,7 | 29,8  | 29,5  | 29,6 | 30,3  |
| Средняя температура, °C | 23,8 | 24,4 | 24,5 | 24,3  | 24,1  | 23,9 | 23,6 | 23,9 | 23,9 | 23,5  | 23,3  | 23,1 | 23,9  |
| Средний минимум, °C     | 16,8 | 17,2 | 17,8 | 18,3  | 18,0  | 17,5 | 17,1 | 17,6 | 17,2 | 17,2  | 17,1  | 16,6 | 17,4  |
| Норма осадков, мм       | 28,3 | 39,0 | 76,5 | 127,0 | 101,5 | 45,9 | 38,1 | 67,2 | 93,9 | 106,5 | 101,7 | 58,8 | 884,4 |
| Источник:               |      |      |      |       |       |      |      |      |      |       |       |      |       |

## Демография
Население города по годам:
| 1969  | 1982  | 1991   | 2002   | 2010   |
| ----- | ----- | ------ | ------ | ------ |
| 7 213 | 9 917 | 18 750 | 53 446 | 93 329 |